# Marie-Claude Fauroux
Pour les articles homonymes, voir Fauroux (homonymie).
Marie-Claude Fauroux est la première femme à avoir effectué une traversée transatlantique à la voile en solitaire au cours de la Transat anglaise en 1972, en se classant 14e avec son Aloa 34. Elle a été championne du monde de Moth à l'âge de 22 ans, et a également participé à la Course de l'Aurore en 1971.
Elle raconte sa traversée dans Première sur l'Atlantique. Une course solitaire de 3 600 milles  Éditions Arthaud, 1973.
Elle est la sœur de l'architecte naval et champion du monde IOR Jacques Fauroux, ainsi que de Pierre Fauroux, architecte de la mairie-église et du siège de Micromania sur Sophia-Antipolis (notamment).